# Liste der Kulturdenkmale in Berlin-Reinickendorf

Lage von Reinickendorf in Berlin

In der Liste der Kulturdenkmale von Reinickendorf sind die Kulturdenkmale des Berliner Ortsteils Reinickendorf im Bezirk Reinickendorf aufgeführt.

## Denkmalbereiche (Ensembles)
| Nr.      | Lage | Offizielle Bezeichnung | Bestandteile / Beschreibung | Bild                                |
| -------- | --- | --- | --- | ----------------------------------- |
| 09011731 | Alt-Reinickendorf 17–26, 35–38 Freiheitsweg 34/62 Hinter der Dorfaue 1–27 Luisenweg 1–30, 41–71 (Lage) | Ortskern Reinickendorf mit Dorfanger und Straße Alt-Reinickendorf Baudenkmale siehe: Alt-Reinickendorf 20, 21–22, 25–26, 35, 36–37, 38, Dorfkirche Gartendenkmal siehe: Alt-Reinickendorf, Dorfanger | Gasleuchten |                                     |
| 09011731 | Alt-Reinickendorf 17–26, 35–38 Freiheitsweg 34/62 Hinter der Dorfaue 1–27 Luisenweg 1–30, 41–71 (Lage) | Ortskern Reinickendorf mit Dorfanger und Straße Alt-Reinickendorf Baudenkmale siehe: Alt-Reinickendorf 20, 21–22, 25–26, 35, 36–37, 38, Dorfkirche Gartendenkmal siehe: Alt-Reinickendorf, Dorfanger | Weitere Bestandteile des Ensembles: |                                     |
| 09011731 | Alt-Reinickendorf 17–26, 35–38 Freiheitsweg 34/62 Hinter der Dorfaue 1–27 Luisenweg 1–30, 41–71 (Lage) | Ortskern Reinickendorf mit Dorfanger und Straße Alt-Reinickendorf Baudenkmale siehe: Alt-Reinickendorf 20, 21–22, 25–26, 35, 36–37, 38, Dorfkirche Gartendenkmal siehe: Alt-Reinickendorf, Dorfanger | 09011735 – Alt-Reinickendorf 17–19B, Siedlung Luisenhof, 2 Wohnzeilen, 1919–1920 von Georg Heyer |                                     |
| 09011731 | Alt-Reinickendorf 17–26, 35–38 Freiheitsweg 34/62 Hinter der Dorfaue 1–27 Luisenweg 1–30, 41–71 (Lage) | Ortskern Reinickendorf mit Dorfanger und Straße Alt-Reinickendorf Baudenkmale siehe: Alt-Reinickendorf 20, 21–22, 25–26, 35, 36–37, 38, Dorfkirche Gartendenkmal siehe: Alt-Reinickendorf, Dorfanger | Freiheitsweg 34/52, 2 Wohnzeilen |                                     |
| 09011731 | Alt-Reinickendorf 17–26, 35–38 Freiheitsweg 34/62 Hinter der Dorfaue 1–27 Luisenweg 1–30, 41–71 (Lage) | Ortskern Reinickendorf mit Dorfanger und Straße Alt-Reinickendorf Baudenkmale siehe: Alt-Reinickendorf 20, 21–22, 25–26, 35, 36–37, 38, Dorfkirche Gartendenkmal siehe: Alt-Reinickendorf, Dorfanger | Luisenweg 1–30, 2 Wohnzeilen |                                     |
| 09011731 | Alt-Reinickendorf 17–26, 35–38 Freiheitsweg 34/62 Hinter der Dorfaue 1–27 Luisenweg 1–30, 41–71 (Lage) | Ortskern Reinickendorf mit Dorfanger und Straße Alt-Reinickendorf Baudenkmale siehe: Alt-Reinickendorf 20, 21–22, 25–26, 35, 36–37, 38, Dorfkirche Gartendenkmal siehe: Alt-Reinickendorf, Dorfanger | Luisenweg 41–71, 3 Wohnzeilen |                                     |
| 09011731 | Alt-Reinickendorf 17–26, 35–38 Freiheitsweg 34/62 Hinter der Dorfaue 1–27 Luisenweg 1–30, 41–71 (Lage) | Ortskern Reinickendorf mit Dorfanger und Straße Alt-Reinickendorf Baudenkmale siehe: Alt-Reinickendorf 20, 21–22, 25–26, 35, 36–37, 38, Dorfkirche Gartendenkmal siehe: Alt-Reinickendorf, Dorfanger | 09011738 – Alt-Reinickendorf 23/24, Maschinenfabrik Prometheus, Verwaltungsgebäude, um 1935 |                                     |
| 09011731 | Alt-Reinickendorf 17–26, 35–38 Freiheitsweg 34/62 Hinter der Dorfaue 1–27 Luisenweg 1–30, 41–71 (Lage) | Ortskern Reinickendorf mit Dorfanger und Straße Alt-Reinickendorf Baudenkmale siehe: Alt-Reinickendorf 20, 21–22, 25–26, 35, 36–37, 38, Dorfkirche Gartendenkmal siehe: Alt-Reinickendorf, Dorfanger | 09011966 – Freiheitsweg 54, 62 / Hinter der Dorfaue 1–10, 15–24, Gemeindesiedlung Hinter der Dorfaue, 2 Wohnzeilen, 1919–1920 von der Gemeindebauverwaltung Reinickendorf                                         |                                     |
| 09011731 | Alt-Reinickendorf 17–26, 35–38 Freiheitsweg 34/62 Hinter der Dorfaue 1–27 Luisenweg 1–30, 41–71 (Lage) | Ortskern Reinickendorf mit Dorfanger und Straße Alt-Reinickendorf Baudenkmale siehe: Alt-Reinickendorf 20, 21–22, 25–26, 35, 36–37, 38, Dorfkirche Gartendenkmal siehe: Alt-Reinickendorf, Dorfanger | Freiheitsweg 56/60 / Hinter der Dorfaue 11–14, 25–27, 4 Mehrfamilienhäuser |                                     |
| 09011748 | Alt-Reinickendorf 61–62 Klemkestraße 1–2 Kopenhagener Straße 2 Residenzstraße 1–2, 154–156 (Lage) | Mietshausgruppe Baudenkmale siehe: Alt-Reinickendorf 61–62 Kopenhagener Straße 2 Residenzstraße 154, 155, 156                                                                                        | Weiterer Bestandteil des Ensembles: | Weiterer Bestandteil des Ensembles: |
| 09011748 | Alt-Reinickendorf 61–62 Klemkestraße 1–2 Kopenhagener Straße 2 Residenzstraße 1–2, 154–156 (Lage) | Mietshausgruppe Baudenkmale siehe: Alt-Reinickendorf 61–62 Kopenhagener Straße 2 Residenzstraße 154, 155, 156                                                                                        | 09012263 – Residenzstraße 1–2, Schützenhaus (Mietshaus), um 1900 |                                     |
| 09011937 | Emmentaler Straße 58–69, 72/76A, 78/86 Genfer Straße 28/38, 41/43 Residenzstraße 21–23, 26–26A Thurgauer Straße 9, 11–20, 22/30 (Lage) | Platz- und Randbebauung Emmentaler Straße Gesamtanlage siehe: Emmentaler Straße 72–76A... Baudenkmale siehe: Emmentaler Straße 58/60, 59/61, 63/69                                                   | Gasleuchten |                                     |
| 09011937 | Emmentaler Straße 58–69, 72/76A, 78/86 Genfer Straße 28/38, 41/43 Residenzstraße 21–23, 26–26A Thurgauer Straße 9, 11–20, 22/30 (Lage) | Platz- und Randbebauung Emmentaler Straße Gesamtanlage siehe: Emmentaler Straße 72–76A... Baudenkmale siehe: Emmentaler Straße 58/60, 59/61, 63/69                                                   | Weiterer Bestandteil des Ensembles: |                                     |
| 09011937 | Emmentaler Straße 58–69, 72/76A, 78/86 Genfer Straße 28/38, 41/43 Residenzstraße 21–23, 26–26A Thurgauer Straße 9, 11–20, 22/30 (Lage) | Platz- und Randbebauung Emmentaler Straße Gesamtanlage siehe: Emmentaler Straße 72–76A... Baudenkmale siehe: Emmentaler Straße 58/60, 59/61, 63/69                                                   | 09011940 – Emmentaler Straße 62A/68A / Genfer Straße 28/38 / Thurgauer Straße 9/19, Wohnanlage, um 1935 von Heinrich Straumer                                                                                     |                                     |
| 09011944 | Epensteinplatz 4–5 Epensteinstraße 12–14, 16/30 Mittelbruchzeile 96/110 Schwabstraße 15/23, 27 Schwartzstraße 1–4, 6 (Lage) | Randbebauung mit Platzgrundriss des Epensteinplatzes Gesamtanlage siehe: Epensteinplatz 4–5 | Weiterer Bestandteil des Ensembles: | Weiterer Bestandteil des Ensembles: |
| 09011944 | Epensteinplatz 4–5 Epensteinstraße 12–14, 16/30 Mittelbruchzeile 96/110 Schwabstraße 15/23, 27 Schwartzstraße 1–4, 6 (Lage) | Randbebauung mit Platzgrundriss des Epensteinplatzes Gesamtanlage siehe: Epensteinplatz 4–5 | 09011946 – Epensteinstraße 13 / Schwabstraße 15/23, Wohnanlage 1929–1930, von Wilhelm Keller & Rudolf Prömmel |                                     |
| 09011992 | General-Barby-Straße 2/4, 6–22, 24/52 Am Doggelhof 1–2 Auguste-Viktoria-Allee 72–77 Engelmannweg 1–22A, 63–86 General-Woyna-Straße 2–12 Scharnweberstraße 44–49 Zobeltitzstraße 42–45, 47, 51/57 (Lage) | Bauwerksensemble & Wohnanlage General-Barby-Straße Gesamtanlage siehe: General-Woyna-Straße 2–12 | Weitere Bestandteile des Ensembles: | Weitere Bestandteile des Ensembles: |
| 09011992 | General-Barby-Straße 2/4, 6–22, 24/52 Am Doggelhof 1–2 Auguste-Viktoria-Allee 72–77 Engelmannweg 1–22A, 63–86 General-Woyna-Straße 2–12 Scharnweberstraße 44–49 Zobeltitzstraße 42–45, 47, 51/57 (Lage) | Bauwerksensemble & Wohnanlage General-Barby-Straße Gesamtanlage siehe: General-Woyna-Straße 2–12 | 09011784 – General-Barby-Straße 2/52 / Auguste-Viktoria-Allee 72 / Scharnweberstraße 45–49 / Zobeltitzstraße 47, Wohnanlage, 1924–1926 von Ernst Engelmann                                                        |                                     |
| 09011992 | General-Barby-Straße 2/4, 6–22, 24/52 Am Doggelhof 1–2 Auguste-Viktoria-Allee 72–77 Engelmannweg 1–22A, 63–86 General-Woyna-Straße 2–12 Scharnweberstraße 44–49 Zobeltitzstraße 42–45, 47, 51/57 (Lage) | Bauwerksensemble & Wohnanlage General-Barby-Straße Gesamtanlage siehe: General-Woyna-Straße 2–12 | 09090187 – Engelmannweg 74–86 / Zobeltitzstraße 45, Wohnanlage, 1926–1927 von Ernst Engelmann und Emil Fangmeyer (Fassade)                                                                                        |                                     |
| 09011992 | General-Barby-Straße 2/4, 6–22, 24/52 Am Doggelhof 1–2 Auguste-Viktoria-Allee 72–77 Engelmannweg 1–22A, 63–86 General-Woyna-Straße 2–12 Scharnweberstraße 44–49 Zobeltitzstraße 42–45, 47, 51/57 (Lage) | Bauwerksensemble & Wohnanlage General-Barby-Straße Gesamtanlage siehe: General-Woyna-Straße 2–12 | 09090547 – Engelmannweg 1–11 / Am Doggelhof 1–2 / Scharnweberstraße 44 / Zobeltitzstraße 43, Wohnanlage, 1927 von Emil Fangmeyer                                                                                  |                                     |
| 09011992 | General-Barby-Straße 2/4, 6–22, 24/52 Am Doggelhof 1–2 Auguste-Viktoria-Allee 72–77 Engelmannweg 1–22A, 63–86 General-Woyna-Straße 2–12 Scharnweberstraße 44–49 Zobeltitzstraße 42–45, 47, 51/57 (Lage) | Bauwerksensemble & Wohnanlage General-Barby-Straße Gesamtanlage siehe: General-Woyna-Straße 2–12 | 09090542 – Engelmannweg 12–22A, 63–73 / Auguste-Viktoria-Allee 73–77 / Zobeltitzstraße 42/44, Wohnanlage, 1927 von Paul Zimmereimer                                                                               |                                     |
| 09011992 | General-Barby-Straße 2/4, 6–22, 24/52 Am Doggelhof 1–2 Auguste-Viktoria-Allee 72–77 Engelmannweg 1–22A, 63–86 General-Woyna-Straße 2–12 Scharnweberstraße 44–49 Zobeltitzstraße 42–45, 47, 51/57 (Lage) | Bauwerksensemble & Wohnanlage General-Barby-Straße Gesamtanlage siehe: General-Woyna-Straße 2–12 | 09011993 – General-Barby-Straße 7/21, Wohnanlage, 1925–1926 von Hans Kraffert |                                     |
| 09012096 | Klemkestraße 9, 11–23, 25/29, 28/32, 35/41, 38/42, 47–50 Am Stand 1–12 Armbrustweg 3/11, 13–24 Breitkopfstraße 91–103, 105/109, 119/127, 129–140 Büchsenweg 9/21 Emmentaler Straße 105/131 Gamsbartweg 3–10, 12 Grünrockweg 3–12 Kopenhagener Straße 6/30 Lampesteig 1–12 Residenzstraße 143–149 (Lage)                  | Siedlung Paddenpuhl Gesamtanlage siehe: Klemkestraße 9... Gartendenkmal siehe: Klemkestraße | Weitere Bestandteile des Ensembles: | Weitere Bestandteile des Ensembles: |
| 09012096 | Klemkestraße 9, 11–23, 25/29, 28/32, 35/41, 38/42, 47–50 Am Stand 1–12 Armbrustweg 3/11, 13–24 Breitkopfstraße 91–103, 105/109, 119/127, 129–140 Büchsenweg 9/21 Emmentaler Straße 105/131 Gamsbartweg 3–10, 12 Grünrockweg 3–12 Kopenhagener Straße 6/30 Lampesteig 1–12 Residenzstraße 143–149 (Lage)                  | Siedlung Paddenpuhl Gesamtanlage siehe: Klemkestraße 9... Gartendenkmal siehe: Klemkestraße | 09011812 – Armbrustweg 3/9 / Breitkopfstraße 92/102 / Emmentaler Straße 109/131 / Gamsbartweg 3–10, Wohnanlage, 2 Wohnhöfe, 1935 von Heinrich Straumer                                                            |                                     |
| 09012096 | Klemkestraße 9, 11–23, 25/29, 28/32, 35/41, 38/42, 47–50 Am Stand 1–12 Armbrustweg 3/11, 13–24 Breitkopfstraße 91–103, 105/109, 119/127, 129–140 Büchsenweg 9/21 Emmentaler Straße 105/131 Gamsbartweg 3–10, 12 Grünrockweg 3–12 Kopenhagener Straße 6/30 Lampesteig 1–12 Residenzstraße 143–149 (Lage)                  | Siedlung Paddenpuhl Gesamtanlage siehe: Klemkestraße 9... Gartendenkmal siehe: Klemkestraße | 09012104 – Kopenhagener Straße 6/30, Wohnanlage, 2 Wohnzeilen, Wiederaufbau 1951–1952 von der Entwurfsabteilung der GSW                                                                                           |                                     |
| 09012096 | Klemkestraße 9, 11–23, 25/29, 28/32, 35/41, 38/42, 47–50 Am Stand 1–12 Armbrustweg 3/11, 13–24 Breitkopfstraße 91–103, 105/109, 119/127, 129–140 Büchsenweg 9/21 Emmentaler Straße 105/131 Gamsbartweg 3–10, 12 Grünrockweg 3–12 Kopenhagener Straße 6/30 Lampesteig 1–12 Residenzstraße 143–149 (Lage)                  | Siedlung Paddenpuhl Gesamtanlage siehe: Klemkestraße 9... Gartendenkmal siehe: Klemkestraße | Betonlitfaßsäule, 1950er |                                     |
| 09040267 | Letteallee 33/35 Pankower Allee 38/40 (Lage) | Große Lette-Kolonie, Doppelwohnhäuser mit Stallgebäuden Baudenkmal siehe: Pankower Allee 38/40 | Weiterer Bestandteil des Ensembles: | Weiterer Bestandteil des Ensembles: |
| 09040267 | Letteallee 33/35 Pankower Allee 38/40 (Lage) | Große Lette-Kolonie, Doppelwohnhäuser mit Stallgebäuden Baudenkmal siehe: Pankower Allee 38/40 | 09040266 – Letteallee 33/35, Doppelwohnhaus, um 1872 |                                     |
| 09040267 | Letteallee 33/35 Pankower Allee 38/40 (Lage) | Große Lette-Kolonie, Doppelwohnhäuser mit Stallgebäuden Baudenkmal siehe: Pankower Allee 38/40 | Stallgebäude |                                     |
| 09012113 | Letteallee 82/94 Provinzstraße 113–114 (Lage) | Mietshausgruppe Baudenkmale siehe: Letteallee 82/86, 90 Provinzstraße 113–114 | Weitere Bestandteile des Ensembles: | Weitere Bestandteile des Ensembles: |
| 09012113 | Letteallee 82/94 Provinzstraße 113–114 (Lage) | Mietshausgruppe Baudenkmale siehe: Letteallee 82/86, 90 Provinzstraße 113–114 | 09012115 – Letteallee 88, Mietshaus, um 1910 |                                     |
| 09012113 | Letteallee 82/94 Provinzstraße 113–114 (Lage) | Mietshausgruppe Baudenkmale siehe: Letteallee 82/86, 90 Provinzstraße 113–114 | Quergebäude |                                     |
| 09012113 | Letteallee 82/94 Provinzstraße 113–114 (Lage) | Mietshausgruppe Baudenkmale siehe: Letteallee 82/86, 90 Provinzstraße 113–114 | 09012116 – Letteallee 92, Mietshaus, um 1910 |                                     |
| 09012184 | Ollenhauerstraße 44A–64, 72, 76–96A Humboldtstraße 30–31 Kienhorststraße 2–22, 28/40 Lindauer Allee 100–115, 117 Pfahlerstraße 2/20, 3/7, 13/19 Reinickes Hof 1–22 Saalmannstraße 2/34 Saalmannsteig 1/13 Schulenburgstraße 1–18 Solferinostraße 2, 20–25 Waldowstraße 1–32, 34–55, 57–60 Waldstraße 1–9, 104–107 (Lage) | Wohnanlagen Ollenhauerstraße Gesamtanlagen siehe: Ollenhauerstraße 45–51, 52–55, 56–60 | Weitere Bestandteile des Ensembles: | Weitere Bestandteile des Ensembles: |
| 09012184 | Ollenhauerstraße 44A–64, 72, 76–96A Humboldtstraße 30–31 Kienhorststraße 2–22, 28/40 Lindauer Allee 100–115, 117 Pfahlerstraße 2/20, 3/7, 13/19 Reinickes Hof 1–22 Saalmannstraße 2/34 Saalmannsteig 1/13 Schulenburgstraße 1–18 Solferinostraße 2, 20–25 Waldowstraße 1–32, 34–55, 57–60 Waldstraße 1–9, 104–107 (Lage) | Wohnanlagen Ollenhauerstraße Gesamtanlagen siehe: Ollenhauerstraße 45–51, 52–55, 56–60 | 09012185 – Ollenhauerstraße 44A–C / Pfahlerstraße 3/7, 13/19 / Solferinostraße 2, 20–25 / Waldowstraße 57–60, 7 Wohnzeilen, 1936–1937 von Hans Ratzlow                                                            |                                     |
| 09012184 | Ollenhauerstraße 44A–64, 72, 76–96A Humboldtstraße 30–31 Kienhorststraße 2–22, 28/40 Lindauer Allee 100–115, 117 Pfahlerstraße 2/20, 3/7, 13/19 Reinickes Hof 1–22 Saalmannstraße 2/34 Saalmannsteig 1/13 Schulenburgstraße 1–18 Solferinostraße 2, 20–25 Waldowstraße 1–32, 34–55, 57–60 Waldstraße 1–9, 104–107 (Lage) | Wohnanlagen Ollenhauerstraße Gesamtanlagen siehe: Ollenhauerstraße 45–51, 52–55, 56–60 | 09012189 – Ollenhauerstraße 61–64 / Lindauer Allee 100/114 / Waldowstraße 34–37, 4 Wohnzeilen, 1936–1937 von Karl Werner                                                                                          |                                     |
| 09012184 | Ollenhauerstraße 44A–64, 72, 76–96A Humboldtstraße 30–31 Kienhorststraße 2–22, 28/40 Lindauer Allee 100–115, 117 Pfahlerstraße 2/20, 3/7, 13/19 Reinickes Hof 1–22 Saalmannstraße 2/34 Saalmannsteig 1/13 Schulenburgstraße 1–18 Solferinostraße 2, 20–25 Waldowstraße 1–32, 34–55, 57–60 Waldstraße 1–9, 104–107 (Lage) | Wohnanlagen Ollenhauerstraße Gesamtanlagen siehe: Ollenhauerstraße 45–51, 52–55, 56–60 | 09012190 – Ollenhauerstraße 72, 76–84 / Reinickes Hof 1–22 / Saalmannstraße 2/34 / Saalmannsteig 1/13 / Waldstraße 1–9, Wohnanlage Reinickes Hof, 2 Wohnhöfe, 1927–1931, 1939 von Berthold Bleier & Franz Clement |                                     |
| 09012184 | Ollenhauerstraße 44A–64, 72, 76–96A Humboldtstraße 30–31 Kienhorststraße 2–22, 28/40 Lindauer Allee 100–115, 117 Pfahlerstraße 2/20, 3/7, 13/19 Reinickes Hof 1–22 Saalmannstraße 2/34 Saalmannsteig 1/13 Schulenburgstraße 1–18 Solferinostraße 2, 20–25 Waldowstraße 1–32, 34–55, 57–60 Waldstraße 1–9, 104–107 (Lage) | Wohnanlagen Ollenhauerstraße Gesamtanlagen siehe: Ollenhauerstraße 45–51, 52–55, 56–60 | 09012191 – Ollenhauerstraße 85–96a / Kienhorststraße 28/40 / Waldstraße 104–107, Wohnanlage, 1928–1929 von Erwin Gutkind                                                                                          |                                     |
| 09012184 | Ollenhauerstraße 44A–64, 72, 76–96A Humboldtstraße 30–31 Kienhorststraße 2–22, 28/40 Lindauer Allee 100–115, 117 Pfahlerstraße 2/20, 3/7, 13/19 Reinickes Hof 1–22 Saalmannstraße 2/34 Saalmannsteig 1/13 Schulenburgstraße 1–18 Solferinostraße 2, 20–25 Waldowstraße 1–32, 34–55, 57–60 Waldstraße 1–9, 104–107 (Lage) | Wohnanlagen Ollenhauerstraße Gesamtanlagen siehe: Ollenhauerstraße 45–51, 52–55, 56–60 | 09012434 – Waldowstraße 1–32 / Humboldtstraße 30–31, 3 Wohnzeilen, 1929–1930 von Max Taut & Franz Hoffmann |                                     |
| 09012228 | Pankower Allee 35/51, 59/63, 42/44, 54/64 Gedonstraße 1–13 Hausotterstraße 27–31A Kühleweinstraße 4/34, 35/39, 43/57, 67/73, 79/81 Letteallee 37/41, 46/48, 53–64 Mickestraße 1–20, 22/24 Mittelbruchzeile 34/48, 57/67, 66/68 Simmelstraße 30–33, 35–42 Reginhardstraße 35/71, 75/81, 85/135 (Lage)                     | Wohngebiet Letteplatz mit Freiflächengestaltung Gesamtanlagen siehe: Pankower Allee 35/43, 54/64 Reginhardstraße 85/127, 129/135 Baudenkmale siehe: Letteallee 39/41 Pankower Allee 45, 47/51        | Weiterer Bestandteil des Ensembles: | Weiterer Bestandteil des Ensembles: |
| 09012228 | Pankower Allee 35/51, 59/63, 42/44, 54/64 Gedonstraße 1–13 Hausotterstraße 27–31A Kühleweinstraße 4/34, 35/39, 43/57, 67/73, 79/81 Letteallee 37/41, 46/48, 53–64 Mickestraße 1–20, 22/24 Mittelbruchzeile 34/48, 57/67, 66/68 Simmelstraße 30–33, 35–42 Reginhardstraße 35/71, 75/81, 85/135 (Lage)                     | Wohngebiet Letteplatz mit Freiflächengestaltung Gesamtanlagen siehe: Pankower Allee 35/43, 54/64 Reginhardstraße 85/127, 129/135 Baudenkmale siehe: Letteallee 39/41 Pankower Allee 45, 47/51        | 09012108 – Kühleweinstraße 4/20 / Reginhardstraße 35/39, Erweiterung der Wohnanlage von Erich Glas, 1938–1939 von Max R. B. Abicht und J. Ruppert                                                                 |                                     |
| 09012228 | Pankower Allee 35/51, 59/63, 42/44, 54/64 Gedonstraße 1–13 Hausotterstraße 27–31A Kühleweinstraße 4/34, 35/39, 43/57, 67/73, 79/81 Letteallee 37/41, 46/48, 53–64 Mickestraße 1–20, 22/24 Mittelbruchzeile 34/48, 57/67, 66/68 Simmelstraße 30–33, 35–42 Reginhardstraße 35/71, 75/81, 85/135 (Lage)                     | Wohngebiet Letteplatz mit Freiflächengestaltung Gesamtanlagen siehe: Pankower Allee 35/43, 54/64 Reginhardstraße 85/127, 129/135 Baudenkmale siehe: Letteallee 39/41 Pankower Allee 45, 47/51        | Nicht konstituierender Bestandteil: Reginhardstraße 37A |                                     |
| 09012267 | Residenzstraße 56–61 (Lage) | Mietshausgruppe Baudenkmale siehe: Residenzstraße 56, 58, 59, 60 | Weitere Bestandteile des Ensembles: | Weitere Bestandteile des Ensembles: |
| 09012267 | Residenzstraße 56–61 (Lage) | Mietshausgruppe Baudenkmale siehe: Residenzstraße 56, 58, 59, 60 | 09012269 – Residenzstraße 57, Mietshaus, um 1910 |                                     |
| 09012267 | Residenzstraße 56–61 (Lage) | Mietshausgruppe Baudenkmale siehe: Residenzstraße 56, 58, 59, 60 | Quergebäude |                                     |
| 09012267 | Residenzstraße 56–61 (Lage) | Mietshausgruppe Baudenkmale siehe: Residenzstraße 56, 58, 59, 60 | 09012273 – Residenzstraße 61, Wohnhaus, Ende 1870er Jahre, Aufstockung um 1930 |                                     |
| 09012267 | Residenzstraße 56–61 (Lage) | Mietshausgruppe Baudenkmale siehe: Residenzstraße 56, 58, 59, 60 | Gewerbebauten auf dem Hof |                                     |
| 09012278 | Residenzstraße 130–132A Friedrich-Wilhelm-Straße 85–87 (Lage) | Mietshausgruppe Baudenkmale siehe: Friedrich-Wilhelm-Straße 85, 86 Residenzstraße 130/131, 132A | Weiterer Bestandteil des Ensembles: | Weiterer Bestandteil des Ensembles: |
| 09012278 | Residenzstraße 130–132A Friedrich-Wilhelm-Straße 85–87 (Lage) | Mietshausgruppe Baudenkmale siehe: Friedrich-Wilhelm-Straße 85, 86 Residenzstraße 130/131, 132A | 09012280 – Residenzstraße 132, Mietshaus, 1904 von Otto Dowe |                                     |

## Denkmalbereiche (Gesamtanlagen)
| Nr.      | Lage | Offizielle Bezeichnung | Beschreibung | Bild |
| -------- | --- | --- | --- | ---- |
| 09011801 | Am Schäfersee 21/67 Brienzer Straße 42/56 Holländerstraße 11–16 (Lage) | Wohnanlage | Wohnblock, 1930–1931 von Fritz Beyer (siehe auch Gartendenkmal Am Schäfersee)                                              |      |
| 09011801 | Am Schäfersee 21/67 Brienzer Straße 42/56 Holländerstraße 11–16 (Lage) | Wohnanlage | Wohnzeile |      |
| 09011813 | Aroser Allee 116/118, 121–153B, 154, 155/193 Baseler Straße 55/57 Bieler Straße 1/9 Emmentaler Straße 2–11, 13/37, 40–57 Genfer Straße 45/119 Gotthardstraße 4/8 Romanshorner Weg 54/82, 61/79, 96/212 Schillerring 3/29 Sankt-Galler-Straße 5 (Lage)    | Weiße Stadt Teil des UNESCO-Weltkulturerbes Siedlungen der Berliner Moderne                                                                                                  | Torhäuser, 1929–1931 von Bruno Ahrends (siehe auch Gartendenkmal Siedlungsgrün)                                            |      |
| 09011813 | Aroser Allee 116/118, 121–153B, 154, 155/193 Baseler Straße 55/57 Bieler Straße 1/9 Emmentaler Straße 2–11, 13/37, 40–57 Genfer Straße 45/119 Gotthardstraße 4/8 Romanshorner Weg 54/82, 61/79, 96/212 Schillerring 3/29 Sankt-Galler-Straße 5 (Lage)    | Weiße Stadt Teil des UNESCO-Weltkulturerbes Siedlungen der Berliner Moderne                                                                                                  | Brückenhaus, 1929–1931 von Otto Rudolf Salvisberg                                                                          |      |
| 09011813 | Aroser Allee 116/118, 121–153B, 154, 155/193 Baseler Straße 55/57 Bieler Straße 1/9 Emmentaler Straße 2–11, 13/37, 40–57 Genfer Straße 45/119 Gotthardstraße 4/8 Romanshorner Weg 54/82, 61/79, 96/212 Schillerring 3/29 Sankt-Galler-Straße 5 (Lage)    | Weiße Stadt Teil des UNESCO-Weltkulturerbes Siedlungen der Berliner Moderne                                                                                                  | Einachsige Scheibenhäuser, 1929–1931 von Wilhelm Büning                                                                    |      |
| 09011813 | Aroser Allee 116/118, 121–153B, 154, 155/193 Baseler Straße 55/57 Bieler Straße 1/9 Emmentaler Straße 2–11, 13/37, 40–57 Genfer Straße 45/119 Gotthardstraße 4/8 Romanshorner Weg 54/82, 61/79, 96/212 Schillerring 3/29 Sankt-Galler-Straße 5 (Lage)    | Weiße Stadt Teil des UNESCO-Weltkulturerbes Siedlungen der Berliner Moderne                                                                                                  | Bauteil Büning, 1929–1931 von Wilhelm Büning                                                                               |      |
| 09011813 | Aroser Allee 116/118, 121–153B, 154, 155/193 Baseler Straße 55/57 Bieler Straße 1/9 Emmentaler Straße 2–11, 13/37, 40–57 Genfer Straße 45/119 Gotthardstraße 4/8 Romanshorner Weg 54/82, 61/79, 96/212 Schillerring 3/29 Sankt-Galler-Straße 5 (Lage)    | Weiße Stadt Teil des UNESCO-Weltkulturerbes Siedlungen der Berliner Moderne                                                                                                  | Bauteil Ahrends, 1929–1931 von Bruno Ahrends                                                                               |      |
| 09011813 | Aroser Allee 116/118, 121–153B, 154, 155/193 Baseler Straße 55/57 Bieler Straße 1/9 Emmentaler Straße 2–11, 13/37, 40–57 Genfer Straße 45/119 Gotthardstraße 4/8 Romanshorner Weg 54/82, 61/79, 96/212 Schillerring 3/29 Sankt-Galler-Straße 5 (Lage)    | Weiße Stadt Teil des UNESCO-Weltkulturerbes Siedlungen der Berliner Moderne                                                                                                  | Bauteil Salvisberg, 1929–1931 Otto Rudolf Salvisberg                                                                       |      |
| 09011813 | Aroser Allee 116/118, 121–153B, 154, 155/193 Baseler Straße 55/57 Bieler Straße 1/9 Emmentaler Straße 2–11, 13/37, 40–57 Genfer Straße 45/119 Gotthardstraße 4/8 Romanshorner Weg 54/82, 61/79, 96/212 Schillerring 3/29 Sankt-Galler-Straße 5 (Lage)    | Weiße Stadt Teil des UNESCO-Weltkulturerbes Siedlungen der Berliner Moderne                                                                                                  | Gasleuchten |      |
| 09011828 | Becherweg 1–17, 22–28 Humboldtstraße 97–99 (Lage) | Wohnanlage | Kopfzeile Humboldtstraße, um 1929                                                                                          |      |
| 09011828 | Becherweg 1–17, 22–28 Humboldtstraße 97–99 (Lage) | Wohnanlage | 2 Wohnzeilen |      |
| 09045000 | Buddestraße 6 (Lage) | Berliner Mauer, Sperreinrichtungen der 1. Mauergeneration Siehe auch Denkmallisten von: Alt-Treptow, Altglienicke, Friedrichshain, Kladow, Mitte, Pankow und Prenzlauer Berg | 135 m langes Teilstück der Berliner Mauer mit Sperreinrichtungen der 1. Mauergeneration, 1. Hälfte der 1960er Jahre        |      |
| 09011942 | Emmentaler Straße 72–76A, 78/88 Residenzstraße 21–23, 26–26A Thurgauer Straße 12/30 (Lage) | Wohnanlage Bestandteil des Ensembles: Emmentaler Straße | 2 Wohnzeilen, 1929–1931 von Erwin Gutkind                                                                                  |      |
| 09011942 | Emmentaler Straße 72–76A, 78/88 Residenzstraße 21–23, 26–26A Thurgauer Straße 12/30 (Lage) | Wohnanlage Bestandteil des Ensembles: Emmentaler Straße | Mehrfamilienhaus (Residenzstraße 26–26A), bis 2001 eigenständiges Baudenkmal                                               |      |
| 09011945 | Epensteinplatz 4–5 Epensteinstraße 12/30 Mittelbruchzeile 96/110 Schwabstraße 27 Schwartzstraße 1/3, 2/6 (Lage) | Wohnanlage Bestandteil des Ensembles: Epensteinplatz | 2 Wohnzeilen, 1928 von Wilhelm Keller & Rudolf Prömmel                                                                     |      |
| 09011955 | Flottenstraße 5–8 (Lage) | H. Gossen Eisenkonstruktionswerkstätte | Verwaltungsgebäude |      |
| 09011955 | Flottenstraße 5–8 (Lage) | H. Gossen Eisenkonstruktionswerkstätte | Kantinen- und Stallgebäude                                                                                                 |      |
| 09011955 | Flottenstraße 5–8 (Lage) | H. Gossen Eisenkonstruktionswerkstätte | Werkhalle |      |
| 09011955 | Flottenstraße 5–8 (Lage) | H. Gossen Eisenkonstruktionswerkstätte | Montagehalle |      |
| 09011961 | Flottenstraße 28–42 Kopenhagener Straße 35/57 (Lage) | Argus-Motoren-Gesellschaft mbH | Verwaltungsbau, 1926 von Werner Issel, Erweiterung 1936 und 1941                                                           |      |
| 09011961 | Flottenstraße 28–42 Kopenhagener Straße 35/57 (Lage) | Argus-Motoren-Gesellschaft mbH | Werkhallen, 1914–1917, Erweiterung 1935, 1936 und 1942 von Werner Issel                                                    |      |
| 09011961 | Flottenstraße 28–42 Kopenhagener Straße 35/57 (Lage) | Argus-Motoren-Gesellschaft mbH | Pförtnerhaus, 1935 |      |
| 09011961 | Flottenstraße 28–42 Kopenhagener Straße 35/57 (Lage) | Argus-Motoren-Gesellschaft mbH | Bunker, 1942 |      |
| 09011961 | Flottenstraße 28–42 Kopenhagener Straße 35/57 (Lage) | Argus-Motoren-Gesellschaft mbH | Kantine, 1938 |      |
| 09011961 | Flottenstraße 28–42 Kopenhagener Straße 35/57 (Lage) | Argus-Motoren-Gesellschaft mbH | Laborgebäude und Hallenbau, 1934–1935                                                                                      |      |
| 09011961 | Flottenstraße 28–42 Kopenhagener Straße 35/57 (Lage) | Argus-Motoren-Gesellschaft mbH | Prüfstand, um 1928 |      |
| 09011961 | Flottenstraße 28–42 Kopenhagener Straße 35/57 (Lage) | Argus-Motoren-Gesellschaft mbH | Trafo-Station, 1934 (?) |      |
| 09011962 | Flottenstraße 50–53 (Lage) | Werksanlage C. L. P. Fleck Söhne | 1892 von Wittmann (?), Erweiterungen 1907 und 1914                                                                         |      |
| 09011994 | General-Woyna-Straße 2–12 Zobeltitzstraße 51/57 (Lage) | Wohnanlage Bestandteil des Ensembles: General-Barby-Straße | Wohnzeile, 1927–1928 von Hans Kraffert                                                                                     |      |
| 09012051 | Holländerstraße 37–51 Julierstraße 2/8C, 3–3B, 1–5B Septimerstraße 1–42, 44/46C Winterthurstraße 2/4A (Lage) | Demonstrativbauvorhaben Reinickendorf | 5 Punkthochhäuser, 1959–1964 von Georg Lichtfuss und Alfred Schild                                                         |      |
| 09012051 | Holländerstraße 37–51 Julierstraße 2/8C, 3–3B, 1–5B Septimerstraße 1–42, 44/46C Winterthurstraße 2/4A (Lage) | Demonstrativbauvorhaben Reinickendorf | 6 viertsöckige Wohnzeilen (östlicher Rand)                                                                                 |      |
| 09012051 | Holländerstraße 37–51 Julierstraße 2/8C, 3–3B, 1–5B Septimerstraße 1–42, 44/46C Winterthurstraße 2/4A (Lage) | Demonstrativbauvorhaben Reinickendorf | 3 dreistöckige Wohnzeilen                                                                                                  |      |
| 09012051 | Holländerstraße 37–51 Julierstraße 2/8C, 3–3B, 1–5B Septimerstraße 1–42, 44/46C Winterthurstraße 2/4A (Lage) | Demonstrativbauvorhaben Reinickendorf | dreistöckige Wohnhaus |      |
| 09012051 | Holländerstraße 37–51 Julierstraße 2/8C, 3–3B, 1–5B Septimerstraße 1–42, 44/46C Winterthurstraße 2/4A (Lage) | Demonstrativbauvorhaben Reinickendorf | 7 sechsstöckige Wohnzeilen                                                                                                 |      |
| 09012051 | Holländerstraße 37–51 Julierstraße 2/8C, 3–3B, 1–5B Septimerstraße 1–42, 44/46C Winterthurstraße 2/4A (Lage) | Demonstrativbauvorhaben Reinickendorf | 4 vierstöckige Wohnzeilen (westlicher Rand)                                                                                |      |
| 09012051 | Holländerstraße 37–51 Julierstraße 2/8C, 3–3B, 1–5B Septimerstraße 1–42, 44/46C Winterthurstraße 2/4A (Lage) | Demonstrativbauvorhaben Reinickendorf | 22 Wohnzeilen mit Reihenhäusern                                                                                            |      |
| 09012051 | Holländerstraße 37–51 Julierstraße 2/8C, 3–3B, 1–5B Septimerstraße 1–42, 44/46C Winterthurstraße 2/4A (Lage) | Demonstrativbauvorhaben Reinickendorf | 23 Garagenbauten |      |
| 09012051 | Holländerstraße 37–51 Julierstraße 2/8C, 3–3B, 1–5B Septimerstraße 1–42, 44/46C Winterthurstraße 2/4A (Lage) | Demonstrativbauvorhaben Reinickendorf | Betonlitfaßsäule Septimer Str. 2, 1950/60er                                                                                |      |
| 09012051 | Holländerstraße 37–51 Julierstraße 2/8C, 3–3B, 1–5B Septimerstraße 1–42, 44/46C Winterthurstraße 2/4A (Lage) | Demonstrativbauvorhaben Reinickendorf | Betonlitfaßsäule Septimer Str. 46, 1950/60er                                                                               |      |
| 09012097 | Klemkestraße 9, 11–23, 25/29, 35/41, 47/49, 28/32, 38/42, 48/50 Am Stand 1–12 Armbrustweg 11/23, 14/24 Breitkopfstraße 91/109, 119/129, 130–140 Büchsenweg 9/21 Emmentaler Straße 105/107 Grünrockweg 3–12 Lampesteig 1–12 Residenzstraße 143/149 (Lage) | Siedlung Paddenpuhl Bestandteil des Ensembles: Siedlung Paddenpuhl | 1927–1929 von Fritz Beyer, 1936–1937 von Fritz Beyer, Erich Dieckmann, Josef Scherer (siehe auch Gartendenkmal Klemkepark) |      |
| 09012106 | Kopenhagener Straße 60/74 (Lage) | Maschinenfabrik und Eisengießerei Carl Schoening GmbH | um 1898–1902 von Malingriaux, Erweiterungen 1912–1918 von Hermann Streubel                                                 |      |
| 09012419 | Kühnemannstraße 51 (Lage) | Adria Konserven- und Dörrgemüsefabrik Julius Feher AG | Fabrik, 1917–1918 von Bruno Buch                                                                                           |      |
| 09012419 | Kühnemannstraße 51 (Lage) | Adria Konserven- und Dörrgemüsefabrik Julius Feher AG | Einfriedung |      |
| 09012419 | Kühnemannstraße 51 (Lage) | Adria Konserven- und Dörrgemüsefabrik Julius Feher AG | Pförtnerhaus |      |
| 09012112 | Letteallee 6/26, 34/36 Residenzstraße 105 (Lage) | Wohnanlage | Wohnzeile, 1926–1927 von Helmut Grisebach & Heinz Rehmann                                                                  |      |
| 09012112 | Letteallee 6/26, 34/36 Residenzstraße 105 (Lage) | Wohnanlage | Mehrfamilienhaus |      |
| 09012145 | Markstraße 20–24 Reginhardstraße 1/9 (Lage) | Wohnanlage | Wohnzeile Markstraße, 1940–1941 von Ernst Rosswog                                                                          |      |
| 09012145 | Markstraße 20–24 Reginhardstraße 1/9 (Lage) | Wohnanlage | 4 Wohnbauten (Reginhardstraße)                                                                                             |      |
| 09012186 | Ollenhauerstraße 45–51 Kienhorststraße 3/21 Pfahlerstraße 2/20 Waldowstraße 50–55 (Lage) | Wohnanlage Bestandteil des Ensembles: Ollenhauerstraße | 1927–1928 von Erwin Gutkind                                                                                                |      |
| 09012186 | Ollenhauerstraße 45–51 Kienhorststraße 3/21 Pfahlerstraße 2/20 Waldowstraße 50–55 (Lage) | Wohnanlage Bestandteil des Ensembles: Ollenhauerstraße | Geschäftsfläche |      |
| 09012187 | Ollenhauerstraße 52–55 Kienhorststraße 2/22 Schulenburgstraße 1–10 Waldowstraße 44–49 (Lage) | Wohnanlage Bestandteil des Ensembles: Ollenhauerstraße | 1925–1927 von Max Bleier & Franz Clement                                                                                   |      |
| 09012188 | Ollenhauerstraße 56–60 Lindauer Allee 101/117 Schulenburgstraße 11–18 Waldowstraße 38–42 (Lage) | Wohnanlage Bestandteil des Ensembles: Ollenhauerstraße | 1926–1927 von v. Guérard                                                                                                   |      |
| 09012229 | Pankower Allee 35/43 Gedonstraße 1–13 Kühleweinstraße 45/57, 67/73, 79/81 Mittelbruchzeile 34/48 Simmelstraße 30–33, 35–42 (Lage) | Wohnanlage Bestandteil des Ensembles: Wohngebiet Letteplatz | 5 Wohnzeilen, 1928–1929 von Hans Jessen                                                                                    |      |
| 09012234 | Pankower Allee 54/64 Kühleweinstraße 22/34 Letteallee 46/48, 53–64 Mickestraße 1–24 Reginhardstraße 41/55, 59/71, 75/81 (Lage) | Wohnanlage mit Heizwerk Bestandteil des Ensembles: Wohngebiet Letteplatz | 2 Wohnblöcke, 1929–1930 von Erich Glas und Max Wutzky                                                                      |      |
| 09012234 | Pankower Allee 54/64 Kühleweinstraße 22/34 Letteallee 46/48, 53–64 Mickestraße 1–24 Reginhardstraße 41/55, 59/71, 75/81 (Lage) | Wohnanlage mit Heizwerk Bestandteil des Ensembles: Wohngebiet Letteplatz | 2 Wohnzeilen |      |
| 09012234 | Pankower Allee 54/64 Kühleweinstraße 22/34 Letteallee 46/48, 53–64 Mickestraße 1–24 Reginhardstraße 41/55, 59/71, 75/81 (Lage) | Wohnanlage mit Heizwerk Bestandteil des Ensembles: Wohngebiet Letteplatz | Heizkraftwerk |      |
| 09012240 | Provinzstraße 40–41, 42–42B, 44–44A (Lage) | Ostdeutsche Spritfabrik GmbH | Produktions- und Hallengebäude, 1899–1900 von Alterthum & Zadek                                                            |      |
| 09012240 | Provinzstraße 40–41, 42–42B, 44–44A (Lage) | Ostdeutsche Spritfabrik GmbH | Verwaltungs- und Wohngebäude, um 1924                                                                                      |      |
| 09012240 | Provinzstraße 40–41, 42–42B, 44–44A (Lage) | Ostdeutsche Spritfabrik GmbH | Wirtschaftsgebäude, 1952–1954 von F. Heinrich                                                                              |      |
| 09012240 | Provinzstraße 40–41, 42–42B, 44–44A (Lage) | Ostdeutsche Spritfabrik GmbH | Sockel von Kühlturm, 1954 von Stillich & Schmöcker                                                                         |      |
| 09012240 | Provinzstraße 40–41, 42–42B, 44–44A (Lage) | Ostdeutsche Spritfabrik GmbH | Pförtnerhaus |      |
| 09012240 | Provinzstraße 40–41, 42–42B, 44–44A (Lage) | Ostdeutsche Spritfabrik GmbH | Einfriedung |      |
| 09012240 | Provinzstraße 40–41, 42–42B, 44–44A (Lage) | Ostdeutsche Spritfabrik GmbH | Eisenbahnschienen und Pflasterflächen                                                                                      |      |
| 09012255 | Reginhardstraße 85/127 Mittelbruchzeile 66/68 Pankower Allee 59/63 (Lage) | Wohnanlage Bestandteil des Ensembles: Wohngebiet Letteplatz | Wohnblock, 1929 von Franz Fedler & Hans Kraffert                                                                           |      |
| 09012257 | Reginhardstraße 129/135 Hausotterstraße 27–31A Mittelbruchzeile 57/67 Pankower Allee 35/51 (Lage) | Wohnanlage „Grüner Hof“ Bestandteil des Ensembles: Wohngebiet Letteplatz | 1924–1925 von Franz Lauchstädt                                                                                             |      |
| 09012362 | Siedelmeisterweg 1/23, 14/28 Waldstraße 33–36 (Lage) | Wohnanlage | 6 Wohnzeilen, 1955–1957 von Herbert Noth                                                                                   |      |
| 09012362 | Siedelmeisterweg 1/23, 14/28 Waldstraße 33–36 (Lage) | Wohnanlage | Wohnturm |      |
| 09012052 | Teichstraße 21–28 Klenzepfad 39/45 Lübener Weg 1/23 (Lage) | 4. Bauabschnitt des Demonstrativbauvorhabens Reinickendorf | 3 Bungalowkomplexe, 1963–1964 von Edmund Meurin                                                                            |      |
| 09012399 | Teichstraße 65 Romanshorner Weg 85, 111, 165 Sankt-Galler-Straße 7/19 (Lage) | Humboldtkrankenhaus | Verwaltungsgebäude, 1908–1910 von Mohr & Weidner (siehe auch Gartendenkmal Krankenhausgarten)                              |      |
| 09012399 | Teichstraße 65 Romanshorner Weg 85, 111, 165 Sankt-Galler-Straße 7/19 (Lage) | Humboldtkrankenhaus | Dreiflügelanlage (Nord) – chirurgischer Pavillon mit Operationsanbau                                                       |      |
| 09012399 | Teichstraße 65 Romanshorner Weg 85, 111, 165 Sankt-Galler-Straße 7/19 (Lage) | Humboldtkrankenhaus | Dreiflügelanlage (Süd) – medizinischer Pavillon mit Badeanbau                                                              |      |
| 09012399 | Teichstraße 65 Romanshorner Weg 85, 111, 165 Sankt-Galler-Straße 7/19 (Lage) | Humboldtkrankenhaus | Koch- und Waschküchengebäude                                                                                               |      |
| 09012399 | Teichstraße 65 Romanshorner Weg 85, 111, 165 Sankt-Galler-Straße 7/19 (Lage) | Humboldtkrankenhaus | Kessel- und Maschinenhaus                                                                                                  |      |
| 09012399 | Teichstraße 65 Romanshorner Weg 85, 111, 165 Sankt-Galler-Straße 7/19 (Lage) | Humboldtkrankenhaus | Beamtenwohnhaus (heute Arche-KITA)                                                                                         |      |
| 09012399 | Teichstraße 65 Romanshorner Weg 85, 111, 165 Sankt-Galler-Straße 7/19 (Lage) | Humboldtkrankenhaus | Isoliergebäude für innere Krankheiten (Süd)                                                                                |      |
| 09012399 | Teichstraße 65 Romanshorner Weg 85, 111, 165 Sankt-Galler-Straße 7/19 (Lage) | Humboldtkrankenhaus | Pathologie mit Kapelle |      |
| 09012399 | Teichstraße 65 Romanshorner Weg 85, 111, 165 Sankt-Galler-Straße 7/19 (Lage) | Humboldtkrankenhaus | Isoliergebäude für äußere Krankheiten                                                                                      |      |
| 09012399 | Teichstraße 65 Romanshorner Weg 85, 111, 165 Sankt-Galler-Straße 7/19 (Lage) | Humboldtkrankenhaus | Gärtnerei mit Glashaus |      |
| 09012399 | Teichstraße 65 Romanshorner Weg 85, 111, 165 Sankt-Galler-Straße 7/19 (Lage) | Humboldtkrankenhaus | OP-Bunker, 1941–1942 |      |

## Baudenkmale
| Nr.      | Lage                                                               | Offizielle Bezeichnung | Beschreibung                                                                                 | Bild |
| -------- | ------------------------------------------------------------------ | --- | -------------------------------------------------------------------------------------------- | ---- |
| 09011642 | Aegirstraße 9 (Lage)                                               | Kleine Lettekolonie, Wohnhaus                                                                                                 | um 1874                                                                                      |      |
| 09011643 | Aegirstraße 10 (Lage)                                              | Kleine Lettekolonie, Wohnhaus                                                                                                 | um 1874                                                                                      |      |
| 09011732 | Alt-Reinickendorf (Lage)                                           | Dorfanger, Dorfkirche Reinickendorf Bestandteil des Ensembles: Ortskern Reinickendorf                                         | E. 15. Jh., Turm 1713 (siehe auch Gartendenkmal Dorfanger)                                   |      |
| 09011736 | Alt-Reinickendorf 20 (Lage)                                        | Schalthaus der Bewag Bestandteil des Ensembles: Ortskern Reinickendorf                                                        | um 1912                                                                                      |      |
| 09011737 | Alt-Reinickendorf 21–22 (Lage)                                     | Gemeinde- und Pfarrhaus mit Vorgarteneinfriedung Bestandteil des Ensembles: Ortskern Reinickendorf                            | um 1912 von Hans Krecke                                                                      |      |
| 09011739 | Alt-Reinickendorf 25–26 (Lage)                                     | Schraubenfabrik A. Schwartzkopff, Fabrikgebäude, Pförtnerhaus Bestandteil des Ensembles: Ortskern Reinickendorf               | 1898–1899 von R. Hoffmann                                                                    |      |
| 09011740 | Alt-Reinickendorf 29A (Lage)                                       | Mietshaus mit Remise | um 1895                                                                                      |      |
| 09011741 | Alt-Reinickendorf 35 (Lage)                                        | Büdnerhof Ribbe Bestandteil des Ensembles: Ortskern Reinickendorf                                                             | Wohnhaus, 1826, Seitenwohngebäude, 1885, Werkstattgebäude, 1947–1948 von Werner Gregor       |      |
| 09011742 | Alt-Reinickendorf 36–37 (Lage)                                     | Bauernhof Großkopf Bestandteil des Ensembles: Ortskern Reinickendorf                                                          | Wohnhaus mit Vorgarteneinfriedung, 1874 von W. Helmsdorff, erweitert 1887 von Carl Sott      |      |
| 09011742 | Alt-Reinickendorf 36–37 (Lage)                                     | Bauernhof Großkopf Bestandteil des Ensembles: Ortskern Reinickendorf                                                          | Scheune, 1896 von Wilhelm Dermitzel                                                          |      |
| 09011742 | Alt-Reinickendorf 36–37 (Lage)                                     | Denkmalverlust: | Stall, 1874 von Carl Sott, erweitert 1891, Abriss 2016                                       |      |
| 09011743 | Alt-Reinickendorf 38 (Lage)                                        | Amtshaus Reinickendorf Bestandteil des Ensembles: Ortskern Reinickendorf                                                      | 1885 von Curvy, aufgestockt 1896–1897 von Carl Moritz                                        |      |
| 09011744 | Alt-Reinickendorf 44 (Lage)                                        | Bauernhof Müller, Wohnhaus mit Vorgarteneinfriedung                                                                           | 1865 von Schulze                                                                             |      |
| 09011745 | Alt-Reinickendorf 48 (Lage)                                        | Bauernhof Kerkow | Wohnhaus, Mitte 19. Jh.                                                                      |      |
| 09011746 | Alt-Reinickendorf 49 Lindauer Allee 22A-C (Lage)                   | Wohnzeile | 1958–1959 von A. Hunneke und Albrecht                                                        |      |
| 09011749 | Alt-Reinickendorf 61–62 (Lage)                                     | Mietshäuser Bestandteil des Ensembles: Alt-Reinickendorf 61–62                                                                | um 1910 von Reppin                                                                           |      |
| 09011805 | Amendestraße 12 (Lage)                                             | Mietshaus | um 1908                                                                                      |      |
| 09011806 | Amendestraße 22 (Lage)                                             | Amende-Garage | 1937 von Erich Grünwald                                                                      |      |
| 09011817 | Auguste-Viktoria-Allee 17 (Lage)                                   | Ev. Segenskirche | 1892 von H. Schatteburg                                                                      |      |
| 09011818 | Auguste-Viktoria-Allee 95–96 (Lage)                                | Mark-Twain-Grundschule | 1906 von Reppin                                                                              |      |
| 09011826 | Baseler Straße 18 (Lage)                                           | Lutherhaus, Ev. Gemeindehaus                                                                                                  | 1928–1929 von Werner Gregor                                                                  |      |
| 09011867 | Blankestraße 12 (Lage)                                             | Kirchhof der Dankes-Gemeinde, Mausoleum der Familie Roggenbach                                                                | 1908                                                                                         |      |
| 09011880 | Breitkopfstraße 66/80 (Lage)                                       | Gustav-Freytag-Oberschule | 1956–1958 vom Hochbauamt Reinickendorf                                                       |      |
| 09011882 | Büchsenweg 23A (Lage)                                              | Kolumbus-Grundschule mit Kindergartenpavillon                                                                                 | 1968–1970 von Sergius Ruegenberg                                                             |      |
| 09011890 | Bürgerstraße 8–9 (Lage)                                            | Mietshaus mit Remise | um 1880                                                                                      |      |
| 09011913 | Eichborndamm (Lage)                                                | S-Bahnhof Eichborndamm, Dammbahnhof mit Bahnsteigaufbauten                                                                    | Westlicher Zugang                                                                            |      |
| 09011913 | Eichborndamm (Lage)                                                | S-Bahnhof Eichborndamm, Dammbahnhof mit Bahnsteigaufbauten                                                                    | Bahnsteig                                                                                    |      |
| 09011914 | Eichborndamm 5 (Lage)                                              | Mietshaus | 1900 von H. Müller                                                                           |      |
| 09011915 | Eichborndamm 6 (Lage)                                              | Werkstattgebäude mit Hofmauer                                                                                                 | 1909 von Richard Krauel                                                                      |      |
| 09011916 | Eichborndamm 9 (Lage)                                              | Mietshaus | 1900 von H. Richter                                                                          |      |
| 09011917 | Eichborndamm 13 (Lage)                                             | Mietshaus | 1911–1912 von Hermann Knop                                                                   |      |
| 09011917 | Eichborndamm 13 (Lage)                                             | Mietshaus | Hintergebäude                                                                                |      |
| 09011918 | Eichborndamm 71 Kienhorststraße 159/161 (Lage)                     | Wohnhaus | 1924–1925 von Friedrich Kuhlmann                                                             |      |
| 09011938 | Emmentaler Straße 58/60 Genfer Straße 41 (Lage)                    | Mietshaus Bestandteil des Ensembles: Emmentaler Straße                                                                        | um 1910                                                                                      |      |
| 09011939 | Emmentaler Straße 59/61 Genfer Straße 43 (Lage)                    | Mietshaus Bestandteil des Ensembles: Emmentaler Straße                                                                        | um 1910                                                                                      |      |
| 09011941 | Emmentaler Straße 63/69 (Lage)                                     | Realgymnasium Bestandteil des Ensembles: Emmentaler Straße                                                                    | 1905, Wiederaufbau 1947                                                                      |      |
| 09011943 | Emmentaler Straße 100 (Lage)                                       | Wohnhaus | um 1880                                                                                      |      |
| 09011959 | Flottenstraße 14–20 (Lage)                                         | Johann Weiß Maschinenfabrik und Apparatebau GmbH                                                                              | 1961–1962 von Eduard Brettschneider                                                          |      |
| 09011960 | Flottenstraße 24 (Lage)                                            | Eisenbauwerkstätten Hein, Lehmann & Co. AG, Direktionsgebäude                                                                 | um 1897                                                                                      |      |
| 09011969 | Friedrich-Wilhelm-Straße 78 (Lage)                                 | Mietshaus | 1924 von Franz Lauchstädt                                                                    |      |
| 09011969 | Friedrich-Wilhelm-Straße 78 (Lage)                                 | Mietshaus | Gartenwohngebäude, um 1910                                                                   |      |
| 09011969 | Friedrich-Wilhelm-Straße 78 (Lage)                                 | Denkmalverlust: | Garagengebäude, 1924 von Franz Lauchstädt                                                    |      |
| 09011970 | Friedrich-Wilhelm-Straße 85 (Lage)                                 | Mietshaus Bestandteil des Ensembles: Residenzstraße 130–132A                                                                  | 1926                                                                                         |      |
| 09011971 | Friedrich-Wilhelm-Straße 86 (Lage)                                 | Mietshaus Bestandteil des Ensembles: Residenzstraße 130–132A                                                                  | 1910                                                                                         |      |
| 09011995 | Gesellschaftstraße 35 (Lage)                                       | Kleine Lettekolonie | Wohnhaus mit Vorgarten, um 1874                                                              |      |
| 09012008 | Graf-Haeseler-Straße 2–4 (Lage)                                    | Mietshäuser | 1928 von Franz Fedler                                                                        |      |
| 09012020 | Hausotterplatz 4 Hoppestraße 1–6, Kamekestraße 3 (Lage)            | Hausotter-Grundschule mit Turnhalle                                                                                           | 1897, Erweiterungsbau, 1909 von Hans Krecke                                                  |      |
| 09012021 | Hausotterstraße 6 (Lage)                                           | Schalthaus der Bewag | um 1910                                                                                      |      |
| 09012022 | Hausotterstraße 53 (Lage)                                          | Wohnhaus | 1870er Jahre                                                                                 |      |
| 09012023 | Hausotterstraße 63 (Lage)                                          | Wohnhaus mit Hintergebäude | 1870er Jahre                                                                                 |      |
| 09012024 | Hausotterstraße 70 (Lage)                                          | Mietshaus mit Hintergebäude                                                                                                   | um 1890                                                                                      |      |
| 09012025 | Hausotterstraße 71 (Lage)                                          | Wohnhaus mit Hintergebäude | um 1880                                                                                      |      |
| 09012026 | Hausotterstraße 72–73 Winterstraße 1 (Lage)                        | Wohnzeile | 1962 von Werner Kessler                                                                      |      |
| 09012027 | Hausotterstraße 93–94 (Lage)                                       | Mietshausgruppe | um 1928 von Richard Haendschke                                                               |      |
| 09012028 | Hausotterstraße 101 (Lage)                                         | Mietshaus mit Remise | 1890er Jahre                                                                                 |      |
| 09012033 | Herbststraße 12 (Lage)                                             | Wohnhaus mit Hintergebäude | um 1895                                                                                      |      |
| 09012050 | Holländerstraße 34–34A Aroser Allee 60/70, 80 (Lage)               | Luxuspapierfabrik Albrecht & Meister AG                                                                                       | Fabrik- und Bürogebäude, 1908 von Grändorff & Schulz                                         |      |
| 09012050 | Holländerstraße 34–34A Aroser Allee 60/70, 80 (Lage)               | Luxuspapierfabrik Albrecht & Meister AG                                                                                       | Erweiterungen für die Forschungsanstalt der AEG, 1942                                        |      |
| 09012050 | Holländerstraße 34–34A Aroser Allee 60/70, 80 (Lage)               | Luxuspapierfabrik Albrecht & Meister AG                                                                                       | Kesselhaus, 1908 von Hermann Roschmann                                                       |      |
| 09012053 | Holländerstraße 116 (Lage)                                         | Wohnhaus mit Hintergebäude | 1890er Jahre                                                                                 |      |
| 09012054 | Holländerstraße 120 (Lage)                                         | Wohnhaus mit Hintergebäude | 1890er Jahre                                                                                 |      |
| 09012062 | Humboldtstraße 68–73 (Lage)                                        | Kirchhof der St. Sebastian-Gemeinde                                                                                           | Inspektorwohnhaus mit Einfriedung                                                            |      |
| 09012062 | Humboldtstraße 68–73 (Lage)                                        | Kirchhof der St. Sebastian-Gemeinde                                                                                           | Kapelle, 1902 von Hermann Bunning                                                            |      |
| 09012062 | Humboldtstraße 68–73 (Lage)                                        | Kirchhof der St. Sebastian-Gemeinde                                                                                           | Blumenverkaufshalle, 1928 von Frydag & Greth                                                 |      |
| 09012063 | Humboldtstraße 74–90 (Lage)                                        | Städtischer Friedhof Reinickendorf                                                                                            | Feierhalle, 1897 von Carl Moritz                                                             |      |
| 09012063 | Humboldtstraße 74–90 (Lage)                                        | Städtischer Friedhof Reinickendorf                                                                                            | Pfeilerhalle, 1928 von Richard Ermisch                                                       |      |
| 09012063 | Humboldtstraße 74–90 (Lage)                                        | Städtischer Friedhof Reinickendorf                                                                                            | Bronzesarkophag für Arthur Strousberg, 1874 (1900 gegossen) von Reinhold Begas               |      |
| 09012095 | Klemkestraße 5/7 (Lage)                                            | Kath. St.-Marien-Kirche mit Pfarrhaus                                                                                         | 1913–1919 von August Kaufhold                                                                |      |
| 09012102 | Kopenhagener Straße (Lage)                                         | S-Bahnhof Wilhelmsruh | Dammbahnhof und Eisenbahnbrücke, 1908–1910 von Ernst Schwartz                                |      |
| 09012103 | Kopenhagener Straße 2 Klemkestraße 1 (Lage)                        | Mietshaus Bestandteil des Ensembles: Alt-Reinickendorf 61–62                                                                  | 1910 von A. C. Robert                                                                        |      |
| 09012105 | Kopenhagener Straße 65, 75 (Lage)                                  | A. Dinse-Maschinenbau AG | Werkhalle, 1921 von Bruno Buch                                                               |      |
| 09012105 | Kopenhagener Straße 65, 75 (Lage)                                  | A. Dinse-Maschinenbau AG | Pförtnerhaus, um 1936                                                                        |      |
| 09012107 | Kremmener Bahn/Nordbahn (Lage)                                     | Abzweigungsbauwerk | 1901–1906                                                                                    |      |
| 09012231 | Pankower Allee 42/44 Kühleweinstraße 35/39 Letteallee 37/41 (Lage) | 3. Gemeindeschule, Reginhard-Grundschule Bestandteil des Ensembles: Wohngebiet Letteplatz                                     | Turnhalle, 1882                                                                              |      |
| 09012231 | Pankower Allee 42/44 Kühleweinstraße 35/39 Letteallee 37/41 (Lage) | 3. Gemeindeschule, Reginhard-Grundschule Bestandteil des Ensembles: Wohngebiet Letteplatz                                     | Schulerweiterungsbau, 1905                                                                   |      |
| 09012114 | Letteallee 82/86 (Lage)                                            | Kath. St. Marien-Kapelle Bestandteil des Ensembles: Letteallee 82/86                                                          | 1902 von W. Dassler                                                                          |      |
| 09012117 | Letteallee 90 (Lage)                                               | Mietshaus Bestandteil des Ensembles: Letteallee 82/86                                                                         | 1910–1911 von H. Gernand                                                                     |      |
| 09012119 | Lindauer Allee 23–25 (Lage)                                        | Paul-Löbe-Oberschule | 1906–1907, Erweiterung 1913–1914 von Reppin                                                  |      |
| 09012146 | Markstraße 30 (Lage)                                               | Tankstelle | 1953 nach einem Typenentwurf der Deutschen Gasolin AG                                        |      |
| 09012146 | Markstraße 30 (Lage)                                               | Denkmalverlust: Mietshaus | 1889–1890 von August Hitzmann, Abriss erfolgte in den 90er Jahren für Parkraum               |      |
| 09012164 | Mittelbruchzeile 107 (Lage)                                        | Mietshaus | um 1910                                                                                      |      |
| 09012180 | Ollenhauerstraße 7 Friedrich-Karl-Straße 1 (Lage)                  | Autoverkaufspavillon der ehem. Tankstelle                                                                                     | 1957–1958 von Hans Kunde                                                                     |      |
| 09012180 | Ollenhauerstraße 7 Friedrich-Karl-Straße 1 (Lage)                  | Denkmalverlust: Wagenpflegehalle                                                                                              | 1957–1958 von Hans Kunde; Wagenpflegehalle wurde 2006 abgerissen für Bebauung von Supermarkt |      |
| 09012182 | Ollenhauerstraße 24–28 (Lage)                                      | Domfriedhof St. Hedwig | Kapelle, 1907–1908 von Carl Moritz                                                           |      |
| 09012183 | Ollenhauerstraße 35 (Lage)                                         | Wohnhaus | 1873 von A. Heinersdorf                                                                      |      |
| 09012192 | Ollenhauerstraße 99 (Lage)                                         | Messingwerk H. A. Jürst & Seidel                                                                                              | Verwaltungsgebäude, 1890 von Richard Arans                                                   |      |
| 09012193 | Ollenhauerstraße 104 (Lage)                                        | Wohnhaus | 1894 von Oskar Peucker                                                                       |      |
| 09012194 | Ollenhauerstraße 112 (Lage)                                        | Mietshaus | 1885 von G. Neuendorf                                                                        |      |
| 09012195 | Ollenhauerstraße 139 Scharnweberstraße 17–20b (Lage)               | Wohn- und Geschäftshaus | 1953–1954 von Walter Soltau                                                                  |      |
| 09012223 | Otisstraße (Lage)                                                  | U-Bahnhof Seidelstraße (nach 2003 U-Bahnhof Otisstraße)                                                                       | Dammbahnhof und Brücke, 1958 von Bruno Grimmek mit Werner Klenke und Hans Joachim Lorenz     |      |
| 09012225 | Pankower Allee 9 (Lage)                                            | Wohn- und Restaurationsgebäude mit Hintergebäude                                                                              | 1874                                                                                         |      |
| 09012226 | Pankower Allee 12/14 (Lage)                                        | Große Lettekolonie | Doppelwohnhaus mit Stall, um 1872                                                            |      |
| 09012227 | Pankower Allee 13/15 (Lage)                                        | Mietshaus mit Hintergebäude                                                                                                   | 1887–1888 von August Hitzmann                                                                |      |
| 09095947 | Pankower Allee 24 (Lage)                                           | Wohnhaus | 1872–1874 von W. Luchaß                                                                      |      |
| 09012230 | Pankower Allee 38/40 (Lage)                                        | Doppelwohnhaus der Lettekolonie Bestandteil des Ensembles: Große Lettekolonie                                                 | um 1872                                                                                      |      |
| 09012230 | Pankower Allee 38/40 (Lage)                                        | Doppelwohnhaus der Lettekolonie Bestandteil des Ensembles: Große Lettekolonie                                                 | Stallgebäude                                                                                 |      |
| 09012232 | Pankower Allee 45 Kühleweinstraße (Lage)                           | Mietshaus Bestandteil des Ensembles: Wohngebiet Letteplatz                                                                    | 1900–1901 von Emil Helm                                                                      |      |
| 09012233 | Pankower Allee 47/51 Kühleweinstraße (Lage)                        | Verwaltungsgebäude und Wagenhalle des Straßenbahnbetriebshofes Reinickendorf Bestandteil des Ensembles: Wohngebiet Letteplatz | Wagenhalle, 1899–1900 vom Baubüro der Großen Berliner Straßenbahn AG                         |      |
| 09012233 | Pankower Allee 47/51 Kühleweinstraße (Lage)                        | Verwaltungsgebäude und Wagenhalle des Straßenbahnbetriebshofes Reinickendorf Bestandteil des Ensembles: Wohngebiet Letteplatz | Verwaltungsgebäude und Pförtnerhaus                                                          |      |
| 09012239 | Provinzstraße (Lage)                                               | Güterbahnhof Schönholz | Güterschuppen, um 1902                                                                       |      |
| 09012239 | Provinzstraße (Lage)                                               | Güterbahnhof Schönholz | Stellwerk Snl, 1913 von Karl Cornelius                                                       |      |
| 09012239 | Provinzstraße (Lage)                                               | Güterbahnhof Schönholz | Stellwerk Snt, 1935 von Richard Brademann (?)                                                |      |
| 09012256 | Provinzstraße (Lage)                                               | S-Bahnhof Schönholz | Dammbahnhof mit Bahnsteigaufbauten, 1903–1904 von Waldemar Suadicani                         |      |
| 09012241 | Provinzstraße 84 Hoppestraße 19 (Lage)                             | Mietshaus | 1903–1904 von Max Mechler                                                                    |      |
| 09012242 | Provinzstraße 85 (Lage)                                            | Mietshaus | 1899–1900 von Wilhelm und Otto Dermitzel                                                     |      |
| 09012243 | Provinzstraße 88 Winterstraße 18 (Lage)                            | Wohnhaus | 1877                                                                                         |      |
| 09012243 | Provinzstraße 88 Winterstraße 18 (Lage)                            | Wohnhaus | Stall- und Remisengebäude, 1887 von H. Eicke                                                 |      |
| 09012244 | Provinzstraße 113–114 Letteallee 94 (Lage)                         | Mietshaus Bestandteil des Ensembles Letteallee 82/86                                                                          | 1908 von Max Saffran                                                                         |      |
| 09012253 | Reginhardstraße 46 Gesellschaftstraße 42 (Lage)                    | Kleine Lettekolonie | Doppelwohnhaus, um 1874                                                                      |      |
| 09012254 | Reginhardstraße 54 Aegirstraße (Lage)                              | Mietshaus | um 1908                                                                                      |      |
| 09012262 | Residenzstraße Am Schäfersee (Lage)                                | Netzstation mit Kiosk | 1955–1957 von den Bauabteilungen der BEWAG und der Berliner Stadtreinigung                   |      |
| 09012264 | Residenzstraße 24–25 (Lage)                                        | Postamt 51 | 1925–1926 von Robert Gaedicke                                                                |      |
| 09012266 | Residenzstraße 37–38 Stargardtstraße (Lage)                        | Bezirksstelle der Allgemeinen Ortskrankenkasse                                                                                | 1955–1956 von Robert Schöffler                                                               |      |
| 09012268 | Residenzstraße 56 (Lage)                                           | Mietshaus mit Hintergebäude Bestandteil des Ensembles: Residenzstraße 56–61                                                   | um 1878                                                                                      |      |
| 09012270 | Residenzstraße 58 (Lage)                                           | Mietshaus mit Hintergebäude Bestandteil des Ensembles: Residenzstraße 56–61                                                   | um 1898 von Alexander                                                                        |      |
| 09012271 | Residenzstraße 59 (Lage)                                           | Mietshaus mit Hintergebäude Bestandteil des Ensembles: Residenzstraße 56–61                                                   | um 1878                                                                                      |      |
| 09012272 | Residenzstraße 60 (Lage)                                           | Mietshaus mit Hintergebäude Bestandteil des Ensembles: Residenzstraße 56–61                                                   | um 1885                                                                                      |      |
| 09012274 | Residenzstraße 97–98 (Lage)                                        | Mietshausgruppe | 1927–1928 von Heinrich Iwan & Stephan von Zamojsky                                           |      |
| 09012275 | Residenzstraße 109 (Lage)                                          | Restaurant Kastanienwäldchen                                                                                                  | Wohnhaus mit Gaststätte, um 1860                                                             |      |
| 09012276 | Residenzstraße 120–121 (Lage)                                      | Steuerhaus | 1865 von Gustav Möller                                                                       |      |
| 09012277 | Residenzstraße 127 Raschdorfstraße 1/3 (Lage)                      | Mietshaus | 1911 von Paul Wiesener                                                                       |      |
| 09012279 | Residenzstraße 130–131 Friedrich-Wilhelm-Straße 87 (Lage)          | Mietshaus Bestandteil des Ensembles: Residenzstraße 130–132A                                                                  | 1909–1910 von Otto Dowe                                                                      |      |
| 09012279 | Residenzstraße 130–131 Friedrich-Wilhelm-Straße 87 (Lage)          | Mietshaus Bestandteil des Ensembles: Residenzstraße 130–132A                                                                  | Remise                                                                                       |      |
| 09012281 | Residenzstraße 132A (Lage)                                         | Mietshaus Bestandteil des Ensembles: Residenzstraße 130–132A                                                                  | 1908 von Otto Dowe                                                                           |      |
| 09012281 | Residenzstraße 132A (Lage)                                         | Mietshaus Bestandteil des Ensembles: Residenzstraße 130–132A                                                                  | Remise und Stallgebäude, 1878, Wiederaufbau 1890                                             |      |
| 09012282 | Residenzstraße 154 (Lage)                                          | Mietshaus Bestandteil des Ensembles: Alt-Reinickendorf 61–62                                                                  | 1910 von Paul Wiesener                                                                       |      |
| 09012283 | Residenzstraße 155 (Lage)                                          | Mietshaus Bestandteil des Ensembles: Alt-Reinickendorf 61–62                                                                  | 1910 von Julius Dowe                                                                         |      |
| 09012284 | Residenzstraße 156 Klemkestraße 2 (Lage)                           | Mietshaus Bestandteil des Ensembles: Alt-Reinickendorf 61–62                                                                  | 1909–1910 von Otto Dowe                                                                      |      |
| 09012287 | Roedernallee (Lage)                                                | Güterbahnhof Reinickendorf | Stellwerk Rwb, 1934 von Richard Brademann                                                    |      |
| 09012287 | Roedernallee (Lage)                                                | Güterbahnhof Reinickendorf | Stellwerk Rkd                                                                                |      |
| 09012287 | Roedernallee (Lage)                                                | Güterbahnhof Reinickendorf | Wasser-Kran, Borsig                                                                          |      |
| 09012288 | Roedernallee 2A–B (Lage)                                           | S-Bahnhof Reinickendorf | Empfangsgebäude, 1893 (siehe auch Gartendenkmal Grünanlage am Bahnhof)                       |      |
| 09012288 | Roedernallee 2A–B (Lage)                                           | S-Bahnhof Reinickendorf | Beamtenwohnhaus, um 1900                                                                     |      |
| 09012288 | Roedernallee 2A–B (Lage)                                           | S-Bahnhof Reinickendorf | Bahnhof mit Bahnsteig, 1900–1904                                                             |      |
| 09012289 | Roedernallee 177 (Lage)                                            | Mietshaus | um 1895                                                                                      |      |
| 09012291 | Roedernallee 200–204 (Lage)                                        | Paracelsusbad | 1957–1960 vom Hochbauamt Reinickendorf                                                       |      |
| 09012316 | Saalmannstraße (Lage)                                              | S-Bahnhof Karl-Bonhoeffer-Klinik                                                                                              | ehem. Haltepunkt Dalldorf der Kremmener Bahn mit Empfangsgebäude, 1902 von Busse             |      |
| 09012316 | Saalmannstraße (Lage)                                              | S-Bahnhof Karl-Bonhoeffer-Klinik                                                                                              | Wirtschaftsgebäude, 1909                                                                     |      |
| 09012316 | Saalmannstraße (Lage)                                              | S-Bahnhof Karl-Bonhoeffer-Klinik                                                                                              | Bahnhof und Bahnsteig, 1904 von Ernst Schwartz                                               |      |
| 09012351 | Scharnweberstraße (Lage)                                           | U-Bahnhof Scharnweberstraße                                                                                                   | Dammbahnhof, 1958 von Bruno Grimmek und Werner Klenke                                        |      |
| 09012351 | Scharnweberstraße (Lage)                                           | U-Bahnhof Scharnweberstraße                                                                                                   | Westlicher Zugang                                                                            |      |
| 09012351 | Scharnweberstraße (Lage)                                           | U-Bahnhof Scharnweberstraße                                                                                                   | Östlicher Zugang                                                                             |      |
| 09012328 | Scharnweberstraße 1–2 (Lage)                                       | III. Kirchhof der Dorotheenstädtischen Gemeinde                                                                               | Inspektorwohnhaus, 1894 von W. Vollmer                                                       |      |
| 09012329 | Scharnweberstraße 64–65 Antonienstraße 1 (Lage)                    | Mietshausgruppe | 1903–1906 von Paul Freydank                                                                  |      |
| 09012330 | Scharnweberstraße 82 (Lage)                                        | Kiosk mit Bedürfnisanstalt | 1931 von Hans Krecke                                                                         |      |
| 09012331 | Scharnweberstraße 108 (Lage)                                       | Mietshaus | 1904 von Gustav Lanzendorf                                                                   |      |
| 09012387 | Stargardtstraße 11/13 (Lage)                                       | Stadtbücherei | 1962 vom Hochbauamt Reinickendorf                                                            |      |
| 09012405 | Thurgauer Straße 66 Walliser Straße (Lage)                         | Haus der Jugend mit Wohnhaus für den Hauswart                                                                                 | 1944 von Boris von Bodisco, Ausführung 1951 vom Hochbauamt Reinickendorf                     |      |

## Gartendenkmale
| Nr.      | Lage | Offizielle Bezeichnung                                      | Beschreibung | Bild |
| -------- | --- | ----------------------------------------------------------- | --- | ---- |
| 09046218 | Alt-Reinickendorf (Lage) | Dorfanger Bestandteil des Ensembles: Ortskern Reinickendorf | (siehe auch Baudenkmal Dorfkirche) |      |
| 09046219 | Alt-Reinickendorf Roedernallee (Lage) | Grünanlage am Bahnhof                                       | 1932 von F. Kuhrt (siehe auch Baudenkmal S-Bahnhof Reinickendorf)                                                                       |      |
| 09046223 | Am Schäfersee (Lage) | Öffentliche Grünanlage                                      | 1922–1928 von Karl Löwenhagen (siehe auch Gesamtanlage Wohnanlage Am Schäfersee)                                                        |      |
| 09046227 | Aroser Allee, (Lage) | Promenade                                                   | 1908 |      |
| 09046228 | Aroser Allee 116/118, 121–153B, 154, 155/193 Baseler Straße 55/57 Bieler Straße 1/9 Emmentaler Straße 2/10, 3/57, 40/56 Genfer Straße 45/119 Gotthardstraße 4/8 Romanshorner Weg 54/82, 61/79, 96/212 Sankt-Galler-Straße 5 Schillerring 3/29 (Lage) | Siedlungsgrün der Weißen Stadt                              | 1929–1931 von Ludwig Lesser, vermutlich mit Richard Lesser (siehe auch Gesamtanlage Weiße Stadt)                                        |      |
| 09046228 | Aroser Allee 116/118, 121–153B, 154, 155/193 Baseler Straße 55/57 Bieler Straße 1/9 Emmentaler Straße 2/10, 3/57, 40/56 Genfer Straße 45/119 Gotthardstraße 4/8 Romanshorner Weg 54/82, 61/79, 96/212 Sankt-Galler-Straße 5 Schillerring 3/29 (Lage) | Siedlungsgrün der Weißen Stadt                              | Gasleuchten |      |
| 09046231 | Breitkopfstraße (Lage) | Breitkopfbecken                                             | Öffentliche Grünanlage, 1928 von Erwin Barth                                                                                            |      |
| 09046240 | Klemkestraße (Lage) | Klemkepark Bestandteil des Ensembles: Siedlung Paddenpuhl   | Grünanlage zwischen Klemkestraße im Süden und S-Bahn im Norden, 1928–1929 von Erwin Barth (siehe auch Gesamtanlage Siedlung Paddenpuhl) |      |
| 09046248 | Roedernallee (Lage) | Kienhorstpark                                               | 1931–1932 von Franz Kuhrt |      |
| 09046254 | Teichstraße 65 (Lage) | Krankenhausgarten                                           | 1909–1910 von Mohr & Weidner (siehe auch Gesamtanlage Humboldtkrankenhaus)                                                              |      |

## Ehemalige Denkmale
| Nr.       | Lage                                          | Offizielle Bezeichnung                           | Beschreibung | Bild |
| --------- | --------------------------------------------- | ------------------------------------------------ | --- | ---- |
| 09011734  | Alt-Reinickendorf (Lage)                      | Dorfanger, Transformatorensäule                  | um 1912 |      |
| 09011733  | Alt-Reinickendorf (Lage)                      | Dorfanger, Bedürfnisanstalt                      | Die Bedürfnisanstalt wurde um 1900 errichtet, als die Gemeinde eine Kanalisation anlegen ließ. Es war ein siebenständiger Typenentwurf, der wegen seines achteckigen Grundrisses auch als Café Achteck bekannt ist. Zwischen 2000 und 2001 wurde die Bedürfnisanstalt abgebaut, durch die Wall AG restauriert und so umgebaut, dass auch Frauen die Toiletten nutzen können. Im November 2001 wurde die Bedürfnisanstalt auf dem Fellbacher Platz in Berlin-Hermsdorf wieder aufgebaut. |      |
| 09011747  | Alt-Reinickendorf 54 (Lage)                   | Mietshaus und Schlachthaus                       | um 1890, 2019 wegen Abriss aberkannt |      |
| 09011747  | Alt-Reinickendorf 54 (Lage)                   | Mietshaus und Schlachthaus                       | Schlachthaus |      |
| unbekannt | Hoppestraße 29 (Lage)                         | Wohnhaus mit Hintergebäude                       | 1889–1894 von Paul Krüge und Wilhelm Dermitzel; Denkmalstatus nach 2001 aberkannt |      |
| unbekannt | Hoppestraße 30 (Lage)                         | Wohnhaus mit Hintergebäude                       | 1891 von L.Kettner; Denkmalstatus nach 2001 aberkannt |      |
| 09012101  | Kopenhagener Straße (Lage)                    | Eisenbahnbrücke der Kremmener Bahn               | Die Brücken wurden 2010 durch Hilfsbrücken ersetzt. Reste der alten Eisenbahnbrücke der Kremmener Bahn von 1905 liegen noch neben dem Bahndamm. (11/2024 aberkannt) |      |
| unbekannt | Montanstraße 18/28 (Lage)                     | „Gelbe Halle“ der Argus-Motoren-Gesellschaft mbH | Werkhalle um 1942 von Werner Issel; um 2000 abgerissen |      |
| 09012181  | Ollenhauerstraße 11 Großkopfstraße 1–2 (Lage) | Tankstelle mit Wagenpflegehalle                  | 1955 von Walter Labes, 2016 aberkannt |      |
| 09012327  | Scharnweberstraße (Lage)                      | Bahnbrücke der U-Bahnlinie U6                    | 1958 von Bruno Grimmek; Abriss 2023, soll durch Neubau ersetzt werden. |      |
| unbekannt | Winterstraße 16 (Lage)                        | Wohn- und Bürogebäude mit Werkstätten            | 1905–1906 von A. C. Kindermann, 1909 von Steenersen & Neustein; nach 2001 Denkmalstatus aberkannt |      |